# Kruckelkopf
Der Kruckelkopf ist ein 3181 m ü. A. hoher Berggipfel der Schobergruppe in Kärnten. Der Kruckelkopf wurde erstmals am 5. August 1870 von Carl Gussenbauer bestiegen.

## Lage
Der Kruckelkopf liegt im Südosten der Schobergruppe an der Gemeindegrenze zwischen Großkirchheim im Nordwesten und Mörtschach im Südosten. Die Landesgrenze zu Osttirol verläuft nur rund 800 Meter südwestlich. Der Kruckelkopf, ein abgerundeter Aussichtsberg mit weitausholendem Südwestgrat, liegt zwischen dem Petzeck (3283 m ü. A.) im Nordosten und dem Östlichen Perschitzkopf (3077 m ü. A.) im Südwesten. Zwischen dem Petzeck und dem Kruckelkopf liegt die Petzeckscharte (3040 m ü. A.), von der aus das Kruckelkar nach Südosten abfällt. Im Südwesten markiert die Perschitzscharte (2974 m ü. A.) den Übergang zum Östlichen Perschitzkopf. Im Nordwesten befinden sich das Gradenkees, der Gradensee sowie die Adolf-Noßberger-Hütte, im Süden liegt die Wangenitzseehütte mit dem Kreuzsee und dem Wangenitzsee, der den Wangenitzbach speist.

## Aufstiegsmöglichkeiten
Der Normalweg auf den Kruckelkopf nimmt seinen Ausgang an der südlich gelegenen Wangenitzseehütte, die beispielsweise vom südöstlich gelegenen Debanttal (Osttirol) oder vom Mölltal durch das Tal des Wangenitzbaches erreicht werden kann. Von der Wangenitzseehütte führt der Anstieg über Schutthalden und Blockfelder zunächst zur Perschitzscharte, von wo aus der Südwestgrat zunächst in kurzer Kletterei und zuletzt ein unschwer zu erreichender Rücken begangen werden (I). Alternative Aufstiegsmöglichkeit bestehen von der Petzeckscharte (II), über den Südostgrat (III-) oder die Nordwand (V-).